# María del Pilar von Spanien

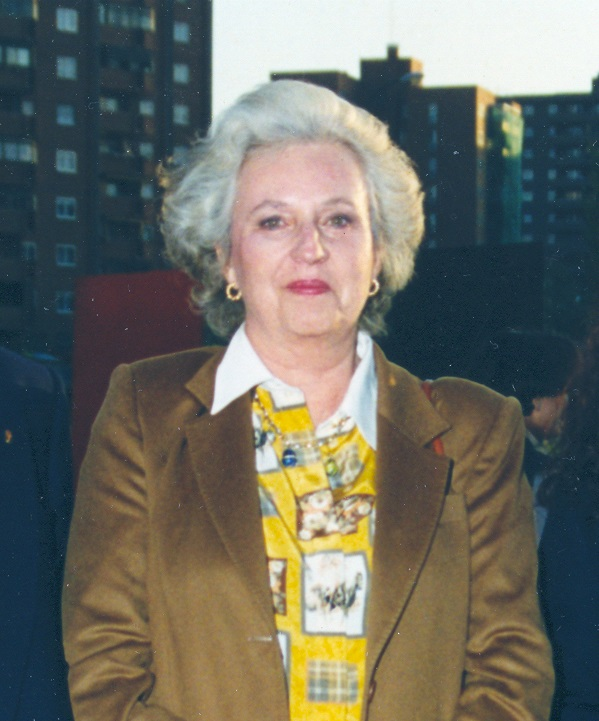
María del Pilar von Spanien (2013)

María del Pilar de Borbón, Infantin von Spanien, Herzogin von Badajoz (María del Pilar Alfonsa Juana Victoria Luisa Ignacia de Todos los Santos de Borbón y Borbón-Dos Sicilias; * 30. Juli 1936 in Cannes, Frankreich; † 8. Januar 2020 in Madrid), war eine spanische Adelige. Sie war die Tochter von Juan de Borbón y Battenberg, Graf von Barcelona, und María de las Mercedes de Borbón y Orleans sowie die Schwester Juan Carlos’ I. und der Herzogin von Soria, Infantin Margarita.

## Leben

### Frühes Leben

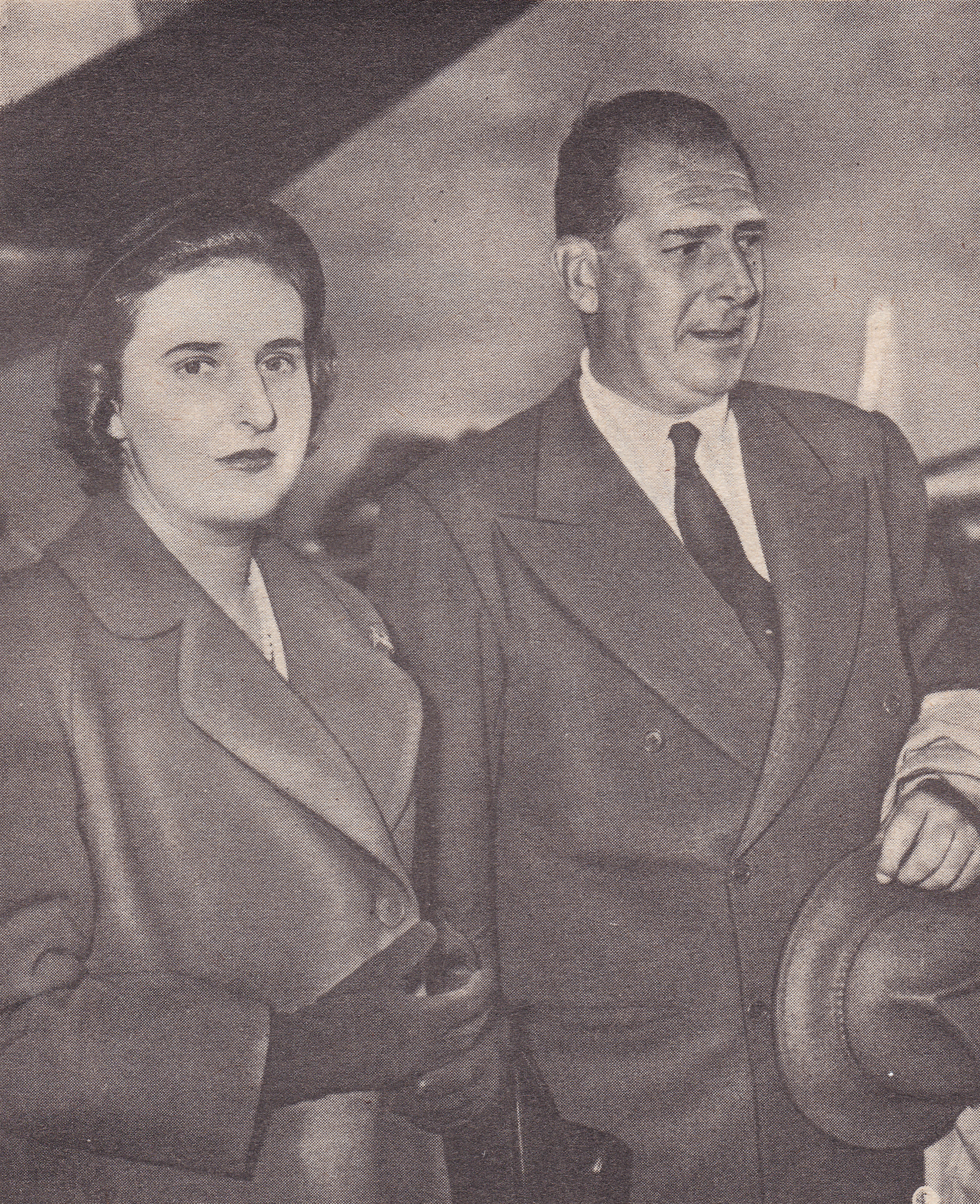
Pilar mit ihrem Vater in 1957.

Infantin Pilar wurde am 30. Juli 1936 in Ville Saint Blaise, dem Sitz der Grafen von Barcelona in Cannes (Alpes-Maritimes, Frankreich), geboren. Ihre Paten waren ihr Großvater väterlicherseits, König Alfonso XIII., und ihre Großmutter mütterlicherseits, Prinzessin Louise von Orléans. 
Seit ihrer Geburt erhielt sie als Tochter des spanischen Thronfolgers den Titel einer Infantin von Spanien mit der Behandlung einer Königlichen Hoheit. Die offizielle Anerkennung dieses Titels erfolgte jedoch erst, als ihr Bruder bereits König von Spanien war.
Als sie noch ein Kleinkind war, zog die Familie nach Rom, wo die spanische Königsfamilie im Exil lebte. Nach dem Rücktritt von Alfonso XIII. im Jahr 1941 übernahm ihr Vater die dynastischen Rechte der spanischen Krone im Exil. Während des Zweiten Weltkriegs lebte sie in Lausanne in der Schweiz, wo auch ihre Großmutter, Königin Victoria Eugenia, lebte. Im Jahr 1946 siedelte die Familie nach Estoril in Portugal um.
In Portugal machte die Infantin eine Ausbildung zur Krankenschwester und arbeitete drei Jahre in ihrem Beruf.
Bei der Hochzeit ihres Bruders Juan Carlos I. von Spanien mit Prinzessin Sofía von Griechenland im Jahr 1962 war sie eine von acht Brautjungfern.

### Ehe und Familie

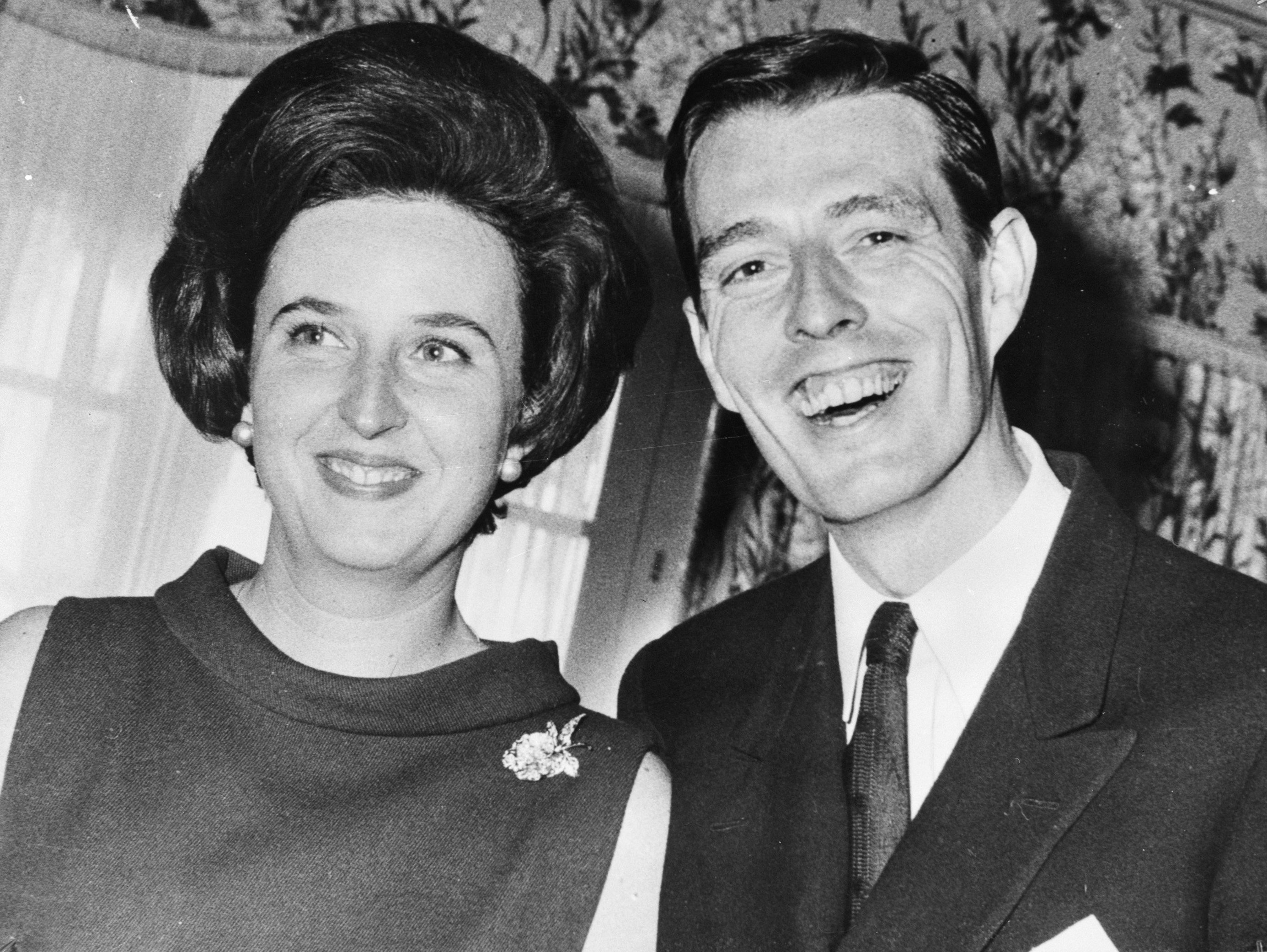
María del Pilar mit ihrem zukünftigen Ehemann Luis Gómez-Acebo im Januar 1967.

María del Pilar heiratete Luis Gómez-Acebo y Duque de Estrada, Graf von Torre (* 23. Dezember 1934; † 9. März 1991) am 5. Mai 1967 in Lissabon. Sie hatten fünf Kinder:
- Simoneta Luisa Gómez-Acebo de Borbón (* 28. Oktober 1968)
- Juan Filiberto Nicolás Gómez-Acebo de Borbón (* 6. Dezember 1969; † 12. August 2024), Vizconde von Torre
- Bruno Alejandro Gómez-Acebo de Borbón (* 15. Juni 1971)
- Beltrán Luis Alfonso Gómez-Acebo de Borbón (* 20. Mai 1973)
- Fernando Umberto Gómez-Acebo de Borbón (* 30. September 1974; † 1. März 2024)

Die Infantin Pilar verzichtete auf ihren Thronanspruch, als sie eine Ehe mit einem Mann einging, der
nicht mit den Vorschriften der Pragmatischen Sanktion über Ehepartner von Mitgliedern der Königlichen Familie Karls III. im Einklang stand. Ihr Verzicht erfolgte allerdings vor Annahme der neuen spanischen Verfassung und wurde nie vom spanischen Parlament gebilligt. Dennoch geht die Mehrheit der Experten davon aus, dass María del Pilars Kinder von der Thronfolge ausgeschlossen sind.
Ihr Ehemann starb 1991 an Lymphdrüsenkrebs.

### Krankheit und Tod
Im Jahr 2019 wurde bei ihr Darmkrebs diagnostiziert, was im Mai desselben Jahres bekannt wurde. Sie starb am 8. Januar, im Ruber International Hospital in Madrid, im Beisein ihrer Familie.
Am 9. Januar wurde sie in einer privaten Zeremonie auf dem Friedhof Saint Isidore in Madrid neben ihrem Ehemann beigesetzt.

## Aufgaben und Interessen

### Reitsport
Die Infantin war von 1994 bis 2005 Präsidentin der Fédération Équestre Internationale (FEI) und unterstützte weiterhin den internationalen Reitsport. Sie schrieb das Vorwort für die offizielle spanische Übersetzung der Richtlinien für Reiten und Fahren – Ausbildung für Fortgeschrittene der Deutschen Reiterlichen Vereinigung (FN) (Técnicas Avanzadas de Equitación – Manual Oficial de Instrucción de la Federación Ecuestre Alemana). Dieses Buch wurde in Spanien und Lateinamerika veröffentlicht und das gesamte Projekt wurde von prominenten Reitern und Offizieren der FEI unterstützt. Sie war Ehrenmitglied des Internationalen Olympischen Komitees und des spanischen Nationalen Olympischen Komitees.

### Philanthropie und andere Aktivitäten
Pilar de Borbón gehörte 1968 zu den Gründern der Asociación Nuevo Futuro („Neue Zukunft“), einer internationalen Kinderhilfsorganisation, und war deren Präsidentin und spätere Ehrenpräsidentin. Bis zu ihrem Tod war sie eine der Leiterinnen und Unterstützerinnen der Veranstaltung Rastrillo Nuevo Futuro, die einen Teil der Einnahmen zur Finanzierung der Asociación lieferte. Ihr letzter öffentlicher Auftritt war am 23. November 2019 bei der Veranstaltung.
Pilar de Borbón war auch Mitglied des Verwaltungsrats des Spanischen Instituts Königin Sofía in New York City, Präsidentin des World Monuments Fund España und von 2007 bis 2009 Präsidentin von Europa Nostra, der Europäischen Föderation für den Schutz des kulturellen Erbes. Sie begleitete ihren Bruder, König Juan Carlos von Spanien, und ihre Neffen zu Stierkämpfen.